# Осмолиці-Перші
Осмолиці-Перші (пол. Osmolice Pierwsze) — село в Польщі, у гміні Стшижевиці Люблінського повіту Люблінського воєводства.
Населення — 615 осіб (2011).

## Демографія
Демографічна структура станом на 31 березня 2011 року:
|          | Загалом | Допрацездатний вік | Працездатний вік | Постпрацездатний вік |
| -------- | ------- | ------------------ | ---------------- | -------------------- |
| Чоловіки | 318     | 77                 | 220              | 21                   |
| Жінки    | 297     | 50                 | 181              | 66                   |
| Разом    | 615     | 127                | 401              | 87                   |